# Psyllaephagus hibiscusae
Psyllaephagus hibiscusae är en stekelart som först beskrevs av Jean Risbec 1952.  Psyllaephagus hibiscusae ingår i släktet Psyllaephagus och familjen sköldlussteklar. Inga underarter finns listade i Catalogue of Life.